# Raymond Martin
Raymond Martin (Saint-Pierre-du-Regard, 22 de maig de 1949) és un ciclista francès, ja retirat, que fou professional entre 1973 i 1983.
Com a ciclista amateur va prendre part, sense sort, en els Jocs Olímpics d'Estiu de 1972. Els seus èxits més importants els aconseguí al Tour de França de 1980, en què finalitzà en la tercera posició de la classificació general, a més de guanyar una etapa i el Gran Premi de la Muntanya. Anteriorment guanyà dues edicions de la París-Camembert i una del GP Ouest France-Plouay.

## Palmarès
- 1974
  - 1r de la Route Nivernaise
  - 1r del GP Ouest France-Plouay
- 1975
  - 1r de la París-Camembert
- 1978
  - 1r al Gran Premi de Plumelec
  - Vencedor d'una etapa del Circuit de La Sarthe
  - Vencedor d'una etapa del Critèrium Internacional
- 1979
  - 1r de la París-Camembert
- 1980
  - 1r al Trofeu dels Escaladors
  - Vencedor d'una etapa del Tour de França i del Gran Premi de la Muntanya
  - Vencedor d'una etapa del Dauphiné Libéré

### Resultats al Tour de França
- 1973. 35è de la classificació general
- 1975. 30è de la classificació general
- 1976. 15è de la classificació general
- 1977. 11è de la classificació general
- 1978. 12è de la classificació general
- 1979. 24è de la classificació general
- 1980. 3r de la classificació general. Vencedor d'una etapa. 1r del Gran Premi de la Muntanya
- 1981. 17è de la classificació general
- 1982. 8è de la classificació general
- 1983. 43è de la classificació general

### Resultats a la Volta a Espanya
- 1979. 13è de la classificació general